# Čern'
Čern' è una cittadina della Russia europea centrale, situata nella oblast' di Tula; appartiene amministrativamente al rajon Černskij, del quale è il capoluogo.